# Stutter (James)
Stutter è il primo album in studio del gruppo musicale inglese James, pubblicato nel 1986.

## Tracce
1. Skullduggery – 2:43
2. Scarecrow – 3:00
3. So Many Ways – 3:46
4. Just Hip – 1:46
5. Johnny Yen – 3:41
6. Summer Song – 4:16
7. Really Hard – 4:13
8. Billy's Shirts – 3:27
9. Why So Close – 3:48
10. Withdrawn – 3:42
11. Black Hole – 5:29